# Championnat d'Afrique des nations masculin de handball 2022
Navigation
Tunisie 2020 Égypte 2024
Le Championnat d'Afrique des nations masculin de handball 2022 est la 25e édition du championnat d'Afrique des nations (CAN), une compétition de handball organisée par la Confédération africaine de handball (CAHB). Elle met en compétition les meilleures équipes sélections masculines d'Afrique.
Initialement, la compétition devait se dérouler en janvier 2022 au Maroc, mais le 8 décembre 2021, quelques heures seulement après avoir effectué le tirage au sort, la CAHB a décidé de suspendre les résultats du tirage, un recours en opposition ayant été déposé par une des équipes participant au championnat. Le lendemain, « suite aux recours enregistrés au secrétariat général de la confédération après le tirage au sort, le Comité exécutif a pris la décision de reporter la 25e édition de la Coupe d'Afrique séniors hommes au-delà du mois de janvier 2022 ». 
Fin décembre 2021, la Confédération africaine de handball a décidé que la compétition doit se dérouler du 22 juin au 2 juillet 2022. Ces dates coïncidant avec les Jeux méditerranéens de 2022 organisés à Oran, un nouveau report est annoncé en mars 2022 et la compétition est dorénavant fixée du 11 au 18 juillet 2022. Deux semaines plus tard, la CAHB décide finalement de retirer l'organisation de la compétition au Maroc (ainsi que l'édition 2024 à l'Algérie), puis de l'attribuer à l'Égypte.
L'Égypte, grand favori à domicile, remporte son huitième titre en s'imposant nettement 37-25 (24-12) en finale face au Cap-Vert qui atteint la finale dès sa deuxième participation. Dans le match pour la troisième place, le Maroc se défait de la Tunisie qui, ainsi, ne termine pas sur le podium pour la première fois depuis la création du championnat d'Afrique des nations en 1974. Ces quatre équipes ainsi que l'équipe d'Algérie, cinquième, sont ainsi qualifiés pour le championnat du monde 2023.

## Modalités

### Lieux de la compétition

#### Choix initial: le Maroc et ses conséquences
Le Maroc a été désignée pays hôte par la Confédération africaine de handball en octobre 2018 : dans le même temps, la CAN féminine est attribuée au Sénégal,. La fédération royale marocaine de handball accueille alors la compétition pour la quatrième fois et choisit les villes de Guelmim et de Laâyoune, qui se trouve dans la zone contestée du Sahara occidental, pour abriter cette manifestation continentale. En mai 2021, une mission d’inspection de la Confédération africaine de handball, conduite par le Président de la CAHB, s'est rendue à Laâyoune pour apprécier les dispositions en cours pour l'organisation de la compétition et ne s'est ainsi pas opposé ce choix.
L'équipe d'Algérie boycotte alors la compétition du fait qu'elle se tient à Laâyoune au Sahara occidental qui est un territoire non autonome selon l'ONU ; la décision du retrait est intervenue officiellement en septembre 2021 en déclarant forfait,, l'Algérie soutenant les revendications d'indépendance du Sahara occidental.
À noter que la ville de le Laâyoune avait aussi été choisie pour organiser la Coupe d'Afrique des nations de futsal en 2020 (en) : l'Algérie, non qualifiée, avait alors fait part de sa colère tandis que l'Afrique du Sud a déclaré forfait (elle sera d'ailleurs suspendue par la Confédération africaine de football pour les deux prochaines éditions). Pour la Confédération africaine de football, « Le Maroc a rempli le cahier des charges ».
Après deux reports de la compétition, la CAHB constate que « les divergences extra-sportives ont profondément entaché les relations entre la Fédération royale marocaine de handball et la Fédération algérienne de handball. [...] Malgré les efforts déployés pour éviter le boycott par certaines sélections participantes, [...] des divergences persistent encore et sont de nature à mettre en péril le bon déroulement de ces événements. En conséquence, le Conseil [...] a décidé » de retirer l'organisation de l'édition 2022 au Maroc et de l'édition 2024 à l'Algérie.

#### Second choix: l'Égypte
Le 8 avril 2022, le Conseil d'administration de la Confédération africaine de handball s'est réuni pour examiner les candidatures pour l'organisation de la compétition. Seuls l'Angola et l'Égypte se sont alors portés candidats et après examen des dossiers de candidatures, la CAHB attribue l'organisation de la CAN 2022 à l'Égypte.

### Équipes qualifiées
Les modalités de qualification des équipes ne sont pas connues. Les 14 équipes qualifiées sont :
| Pays     | Zone | Apparitions précédentes dans la compétition |
| -------- | ---- | --- |
| Algérie  | 1    | 23 (1976, 1979, 1981, 1983, 1985, 1987, 1989, 1991, 1992, 1994, 1996, 1998, 2000, 2002, 2004, 2006, 2008, 2010, 2012, 2014, 2016, 2018, 2020)       |
| Angola   | 6    | 16 (1981, 1983, 1985, 1987, 1989, 1998, 2002, 2004, 2006, 2008, 2010, 2012, 2014, 2016, 2018, 2020)                                                 |
| Cameroun | 4    | 15 (1974, 1976, 1979, 1996, 1998, 2002, 2004, 2006, 2008, 2010, 2012, 2014, 2016, 2018, 2020)                                                       |
| Cap-Vert | 2    | 1 (2020) |
| RD Congo | 4    | 11 (1992, 2000, 2002, 2004, 2006, 2008, 2010, 2014, 2016, 2018, 2020)                                                                               |
| Égypte   | 5    | 22 (1979, 1981, 1983, 1985, 1987, 1989, 1991, 1992, 1994, 1996, 1998, 2000, 2002, 2004, 2006, 2008, 2010, 2012, 2014, 2016, 2018, 2020)             |
| Gabon    | 4    | 8 (2000, 2002, 2006, 2010, 2014, 2016, 2018, 2020)                                                                                                  |
| Guinée   | 2    | 2 (1981, 2020) |
| Kenya    | 5    | 3 (2004, 2016, 2020) |
| Maroc    | 1    | 18 (1987, 1989, 1991, 1992, 1994, 1996, 1998, 2000, 2002, 2004, 2006, 2008, 2010, 2012, 2014, 2016, 2018, 2020)                                     |
| Nigeria  | 3    | 11 (1979, 1981, 1996, 1998, 2002, 2006, 2018, 2010, 2014, 2018, 2020)                                                                               |
| Sénégal  | 2    | 12 (1974, 1976, 1985, 1987, 1991, 1992, 1994, 2002, 2004, 2012, 2014, 2020)                                                                         |
| Tunisie  | 1    | 24 (1974, 1976, 1979, 1981, 1983, 1985, 1987, 1989, 1991, 1992, 1994, 1996, 1998, 2000, 2002, 2004, 2006, 2008, 2010, 2012, 2014, 2016, 2018, 2020) |
| Zambie   | 6    | 1 (2020) |

Remarques
- en gras et en italique sont indiqués respectivement le champion et le pays hôte de l'édition concernée ;
- le Congo (zone 4), initialement qualifié, n'a pas pu présenter d'équipe, le gouvernement congolais préférant favoriser les féminines qualifiées pour le Championnat du monde disputé en décembre 2021[19]. Ce choix n'a pas été remis en cause après le report de la compétition en juillet 2022.
- le Rwanda (zone 5) a annoncé en octobre 2021 qu'il allait participer pour la première fois à la compétition[20] mais n'apparaissait finalement pas parmi les équipes retenues ni lors du tirage au sort initial en décembre 2021, ni lors du tirage au sort final.
- le Zambie (zone 6) ne figurait pas parmi les équipes qualifiées lors du tirage au sort initial en décembre 2021.
- aucun pays de la zone 7 n'est qualifié pour la compétition.

### Format de la compétition
Les 14 équipes qualifiées sont réparties dans quatre groupes (deux groupes de quatre pays et deux groupes de trois). Les trois journées sont disputées du 11 au 13 juillet. A l‘issue du tour préliminaire, les deux premiers de chaque groupe sont qualifiés pour le tour principal : quart de finales (15 juillet), demi–finales (16 juillet) et finale (18 juillet). 

### Enjeux
Le tournoi sert également de qualification pour le championnat du monde 2023 puisque les cinq premières équipes s'y qualifient.

### Tirage au sort

#### 1ertirage annulé
Un premier tirage au sort a été effectué le 8 décembre 2021 avant d'être annulé quelques heures plus tard par la Confédération africaine de handball. Les groupes étaient alors :
- groupe A :  Égypte,  RD Congo,  Gabon,  Cameroun
- groupe B :  Angola,  Maroc,  Nigeria,  Kenya
- groupe C :  Tunisie,  Cap-Vert,  Guinée,  Sénégal

Un second tirage au sort aura lieu à une date ultérieure.

#### Second tirage au sort
Le second tirage au sort est finalement effectué le 27 mai 2022, :
- groupe A :  Égypte,  Cameroun,  Maroc
- groupe B :  Algérie,  Gabon,  Guinée,  Kenya[23]
- groupe C :  Tunisie,  Cap-Vert,  Nigeria
- groupe D :  Angola,  RD Congo,  Sénégal,  Zambie

## Phase de groupes

### Groupe A
|   | Équipe   | Pts | J | G | N | P | Bp | Bc | Diff |
| - | -------- | --- | - | - | - | - | -- | -- | ---- |
| 1 | Égypte   | 4   | 2 | 2 | 0 | 0 | 76 | 38 | 38   |
| 2 | Maroc    | 2   | 2 | 1 | 0 | 1 | 55 | 64 | -9   |
| 3 | Cameroun | 0   | 2 | 0 | 0 | 2 | 45 | 74 | -29  |

| 11 juillet 2022 | Égypte | 40-17 | Cameroun | Salle Hassan Moustafa (en), Ville du 6 Octobre |
| 11 juillet 2022 | (20-7) |       |          | Salle Hassan Moustafa (en), Ville du 6 Octobre |

| 12 juillet 2022 20h00 | Cameroun | 28-34 | Maroc | Hall international, Ville du 6 Octobre |
| 12 juillet 2022 20h00 | (14-18)  |       |       | Hall international, Ville du 6 Octobre |

| 13 juillet 2022 20h00 | Maroc   | 21-36 | Égypte | Salle Hassan Moustafa (en), Ville du 6 Octobre |
| 13 juillet 2022 20h00 | (12-17) |       |        | Salle Hassan Moustafa (en), Ville du 6 Octobre |

### Groupe B
|   | Équipe  | Pts | J | G | N | P | Bp | Bc | Diff |
| - | ------- | --- | - | - | - | - | -- | -- | ---- |
| 1 | Guinée  | 4   | 2 | 2 | 0 | 0 | 63 | 44 | 19   |
| 2 | Algérie | 2   | 2 | 1 | 0 | 1 | 47 | 51 | -4   |
| 3 | Gabon   | 0   | 2 | 0 | 0 | 2 | 45 | 60 | -15  |

| 11 juillet 2022 12h30 | Gabon   | 22 – 35 | Guinée | Hall international, Ville du 6 Octobre |
| 11 juillet 2022 12h30 | (11-20) |         |        | Hall international, Ville du 6 Octobre |

| 12 juillet 2022 16h30 | Guinée          | 28 – 22 | Algérie         | Hall international, Ville du 6 Octobre Arbitrage : Alaa Emam, Hossam Hedaia |
| 12 juillet 2022 16h30 | Trois joueurs 5 | (10–14) | Mokhtar Kouri 5 | Hall international, Ville du 6 Octobre Arbitrage : Alaa Emam, Hossam Hedaia |
| 12 juillet 2022 16h30 | ×6              |         | ×4              | Hall international, Ville du 6 Octobre Arbitrage : Alaa Emam, Hossam Hedaia |

| 13 juillet 2022 17h30 | Algérie | 25 – 23 | Gabon | Salle Hassan Moustafa (en), Ville du 6 Octobre |
| 13 juillet 2022 17h30 | (16-12) |         |       | Salle Hassan Moustafa (en), Ville du 6 Octobre |

### Groupe C
|   | Équipe   | Pts | J | G | N | P | Bp | Bc | Diff |
| - | -------- | --- | - | - | - | - | -- | -- | ---- |
| 1 | Tunisie  | 4   | 2 | 2 | 0 | 0 | 60 | 42 | 18   |
| 2 | Cap-Vert | 2   | 2 | 1 | 0 | 1 | 59 | 59 | 0    |
| 3 | Nigeria  | 0   | 2 | 0 | 0 | 2 | 47 | 65 | -18  |

| 11 juillet 2022 12h30 | Tunisie | 30-18 | Nigeria | Salle Hassan Moustafa (en), Ville du 6 Octobre |
| 11 juillet 2022 12h30 | (14-13) |       |         | Salle Hassan Moustafa (en), Ville du 6 Octobre |

| 12 juillet 2022 20h00 | Cap-Vert  | 35 - 29 | Nigeria | Salle Hassan Moustafa (en), Ville du 6 Octobre |
| 12 juillet 2022 20h00 | (19 - 15) |         |         | Salle Hassan Moustafa (en), Ville du 6 Octobre |

| 13 juillet 2022 20h00 | Cap-Vert | 24-30 | Tunisie | Hall international, Ville du 6 Octobre |
| 13 juillet 2022 20h00 | (10-14)  |       |         | Hall international, Ville du 6 Octobre |

### Groupe D
|   | Équipe   | Pts | J | G | N | P | Bp  | Bc  | Diff |
| - | -------- | --- | - | - | - | - | --- | --- | ---- |
| 1 | Angola   | 6   | 3 | 3 | 0 | 0 | 117 | 80  | 37   |
| 2 | RD Congo | 4   | 3 | 2 | 0 | 1 | 105 | 82  | 23   |
| 3 | Sénégal  | 2   | 3 | 1 | 0 | 2 | 98  | 86  | 12   |
| 4 | Zambie   | 0   | 3 | 0 | 0 | 3 | 71  | 116 | -45  |

| 11 juillet 2022 10h00 | Angola  | 53-24 | Zambie | Hall international, Ville du 6 Octobre |
| 11 juillet 2022 10h00 | (24-11) |       |        | Hall international, Ville du 6 Octobre |

| 11 juillet 2022 15h00 | RD Congo | 31-26 | Sénégal | Hall international, Ville du 6 Octobre |
| 11 juillet 2022 15h00 | (14-15)  |       |         | Hall international, Ville du 6 Octobre |

| 12 juillet 2022 15h00 | Zambie  | 24-43 | RD Congo | Salle Hassan Moustafa (en), Ville du 6 Octobre |
| 12 juillet 2022 15h00 | (14-15) |       |          | Salle Hassan Moustafa (en), Ville du 6 Octobre |

| 12 juillet 2022 17h30 | Sénégal | 25-32 | Angola | Salle Hassan Moustafa (en), Ville du 6 Octobre |
| 12 juillet 2022 17h30 | (15-15) |       |        | Salle Hassan Moustafa (en), Ville du 6 Octobre |

| 13 juillet 2022 15h00 | Sénégal | 47-23 | Zambie | Hall international, Ville du 6 Octobre |
| 13 juillet 2022 15h00 | (17-9)  |       |        | Hall international, Ville du 6 Octobre |

| 13 juillet 2022 17h30 | Angola  | 32-31 | RD Congo | Hall international, Ville du 6 Octobre |
| 13 juillet 2022 17h30 | (18-16) |       |          | Hall international, Ville du 6 Octobre |

## Phase finale
|  | Quarts de finale | Quarts de finale |                 |                 | Demi-finales           | Demi-finales           |    |  | Finale          | Finale          |
|  | Quarts de finale | Quarts de finale |                 |                 | Demi-finales           | Demi-finales           |    |  | Finale          | Finale          |
|  |                  |                  |                 |                 |                        |                        |    |  |                 |                 |
|  | 15 juillet 2022  | 15 juillet 2022  |                 |                 | 16 juillet 2022        | 16 juillet 2022        |    |  | 18 juillet 2022 | 18 juillet 2022 |
|  | 15 juillet 2022  | 15 juillet 2022  |                 |                 | 16 juillet 2022        | 16 juillet 2022        |    |  | 18 juillet 2022 | 18 juillet 2022 |
|  | Égypte           | 34               |                 |                 | 16 juillet 2022        | 16 juillet 2022        |    |  | 18 juillet 2022 | 18 juillet 2022 |
|  | Égypte           | 34               |                 |                 | 16 juillet 2022        | 16 juillet 2022        |    |  | 18 juillet 2022 | 18 juillet 2022 |
|  | Algérie          | 19               |                 |                 | 16 juillet 2022        | 16 juillet 2022        |    |  | 18 juillet 2022 | 18 juillet 2022 |
|  | Algérie          | 19               | Égypte          | 29              |                        |                        |    |  | 18 juillet 2022 | 18 juillet 2022 |
|  | 15 juillet 2022  |                  | Égypte          | 29              |                        |                        |    |  | 18 juillet 2022 | 18 juillet 2022 |
|  |                  | Tunisie          | 27              |                 |                        |                        |    |  | 18 juillet 2022 | 18 juillet 2022 |
|  | Tunisie          | Tunisie          | 27              | 40ap            |                        |                        |    |  | 18 juillet 2022 | 18 juillet 2022 |
|  | Tunisie          |                  |                 | 40ap            |                        |                        |    |  | 18 juillet 2022 | 18 juillet 2022 |
|  | RD Congo         | 34               |                 |                 |                        |                        |    |  | 18 juillet 2022 | 18 juillet 2022 |
|  | RD Congo         | 34               | Égypte          | 37              |                        |                        |    |  |                 |                 |
|  | 15 juillet 2022  |                  | Égypte          | 37              |                        |                        |    |  |                 |                 |
|  |                  | Cap-Vert         | 25              |                 |                        |                        |    |  |                 |                 |
|  | Guinée           | Cap-Vert         | 25              | 24              |                        |                        |    |  |                 |                 |
|  | Guinée           | 16 juillet 2022  |                 | 24              |                        |                        |    |  |                 |                 |
|  | Maroc            | 28               |                 |                 |                        |                        |    |  |                 |                 |
|  | Maroc            | 28               | Maroc           | 19              |                        |                        |    |  |                 |                 |
|  | 15 juillet 2022  | 15 juillet 2022  | Maroc           | 19              | Match pour la 3e place | Match pour la 3e place |    |  |                 |                 |
|  | 15 juillet 2022  | 15 juillet 2022  |                 | Cap-Vert        | Match pour la 3e place | Match pour la 3e place | 23 |  |                 |                 |
|  | Angola           | 23               | 18 juillet 2022 | 18 juillet 2022 |                        |                        | 23 |  |                 |                 |
|  | Angola           | 23               | 18 juillet 2022 | 18 juillet 2022 |                        |                        |    |  |                 |                 |
|  | Cap-Vert         | 24               |                 | Maroc           | 28                     |                        |    |  |                 |                 |
|  | Cap-Vert         | 24               |                 | Maroc           | 28                     |                        |    |  |                 |                 |
|  |                  |                  |                 |                 |                        |                        |    |  | Tunisie         | 24              |
|  |                  |                  |                 |                 |                        |                        |    |  | Tunisie         | 24              |

### Quarts de finale
A l'issue des quarts de finale, l'Égypte, la Tunisie, le Maroc et le Cap-Vert ont validé leurs billets pour les demi-finales
| 15 juillet 2022 12h30 | Guinée  | 24 – 28 | Maroc | Salle Hassan Moustafa (en), Ville du 6 Octobre |
| 15 juillet 2022 12h30 | (13-14) |         |       | Salle Hassan Moustafa (en), Ville du 6 Octobre |

Le Maroc met fin au rêve guinéen : La Guinée n’ira pas plus loin que les quarts de finale. Vainqueurs de l'Algérie en match de poules, les Guinéens s'inclinent face au Maroc 24 à 28. Ils avaient pourtant bien démarré la rencontre en menant 7-4 avant de baisser pied et d'arriver à la pause avec un but de retard (13-14). En seconde période, les Marocains mettent encore le pied sur l'accélérateur et finissent par valider leur billet pour les demi-finales où ils seront opposés au vainqueur entre l'Angola et le Cap-Vert.
| 15 juillet 2022 15h00 | Tunisie        | 40 – 34 (ap) | RD Congo | Salle Hassan Moustafa (en), Ville du 6 Octobre |
| 15 juillet 2022 15h00 | (15-16, 31–31) |              |          | Salle Hassan Moustafa (en), Ville du 6 Octobre |
| 15 juillet 2022 15h00 | Prol. : 9–3    |              |          | Salle Hassan Moustafa (en), Ville du 6 Octobre |

La Tunisie s'impose au bout du suspense : Emmenée notamment par les frères Olivier et Kévynn Nyokas, la RD Congo était tout près de créer un exploit face à la Tunisie, la plus titrée de l'histoire de la compétition. Les Léopards ont poussé les Aigles de Carthage en prolongation, après un 31-31 à la fin du temps réglementaire. Les Tunisiens seront toutefois beaucoup plus forts durant cette période supplémentaire qu'ils gagnent nettement 9 à 3 (40-34 score final).
| 15 juillet 2022 17h30 | Angola  | 23 – 24 | Cap-Vert | Salle Hassan Moustafa (en), Ville du 6 Octobre |
| 15 juillet 2022 17h30 | (12-13) |         |          | Salle Hassan Moustafa (en), Ville du 6 Octobre |

Le Cap-Vert surprend l'Angola : Après avoir créé la surprise en 2020, le Cap-Vert montre qu'il faut désormais compter sur lui. Après une phase de groupes réussie, les Requins Bleus ont enchaîné en surprenant l'Angola (24-23). Victoire arrachée au forceps pour les Cap-verdiens, qui ont bataillé jusqu'à la dernière seconde pour conserver leur but d'avance. 
| 15 juillet 2022 20h00 | Égypte          | 34 – 19 | Algérie     | Salle Hassan Moustafa (en), Ville du 6 Octobre Arbitrage : Mouhamed Chouraki, Achraf El Mouniri |
| 15 juillet 2022 20h00 | Hassan Kaddah 5 | (20–8)  | Réda Arib 7 | Salle Hassan Moustafa (en), Ville du 6 Octobre Arbitrage : Mouhamed Chouraki, Achraf El Mouniri |
| 15 juillet 2022 20h00 | ×3              |         | ×4          | Salle Hassan Moustafa (en), Ville du 6 Octobre Arbitrage : Mouhamed Chouraki, Achraf El Mouniri |

L'Égypte sans pitié : L’Égypte est bel et bien déterminée à défendre son titre de championne d'Afrique. Hôtes et grand favori de cette CAN 2022, les Pharaons ont validé leur qualification en demi-finales en venant à bout de l'Algérie (34-19). Succès sans trembler pour les Égyptiens, qui ont dominé la rencontre de bout en bout et creusé l'écart dès la première période (20-8 à la mi-temps). En gestion au retour des vestiaires, ils n'ont pas tremblé et filent dans le dernier carré, où les attend un choc face à la Tunisie.

### Demi-finales
| 16 juillet 2022 17h30 | Maroc  | 19 – 23 | Cap-Vert | Salle Hassan Moustafa (en), Ville du 6 Octobre |
| 16 juillet 2022 17h30 | (9-11) |         |          | Salle Hassan Moustafa (en), Ville du 6 Octobre |

Le Cap-Vert écrit l'histoire : le Cap-Vert réussit à se qualifier pour la finale dès sa deuxième participation en battant le Maroc dans les deux mi-temps (9-11 et 10-12), privant ce dernier d'une qualification historique à la finale.
| 16 juillet 2022 20h00 | Égypte  | 29 – 27 | Tunisie | Salle Hassan Moustafa (en), Ville du 6 Octobre |
| 16 juillet 2022 20h00 | (17-16) |         |         | Salle Hassan Moustafa (en), Ville du 6 Octobre |

Un choc qui tient tout ses promesses : ce match est qualifié oppose les deux favoris de la compétition dans une finale avant l'heure : l'Égypte, tenant du titre et qui évolue à domicile, et la Tunisie, décuple vainqueur et qui n'a raté qu'une fois la finale depuis 1991. Malgré les absences de certaines de ses meilleurs joueurs comme Oussema Boughanmi, la Tunisie tient le coup et ne compte qu'un but de retard à la mi-temps (16-17). Peu à peu, les Égyptiens creusent l'écart jusqu'à 4 buts d'avance (26-22). Grâce notamment à son pivot Jihed Jaballah, qui sera nommé homme du match, la Tunisie revient un peu au score mais ce sont bien l'Égypte qui s'impose finalement 29 à 27.

### Match pour la3eplace
| 18 juillet 2022 18h30 | Maroc                  | 28 – 24                 | Tunisie     | Salle Hassan Moustafa (en), Ville du 6 Octobre Arbitrage : Alaa Emam, Hossam Hedaia |
| 18 juillet 2022 18h30 | Mehdi Ismaili Alaoui 7 | (14-12)                 | 3 joueurs 5 | Salle Hassan Moustafa (en), Ville du 6 Octobre Arbitrage : Alaa Emam, Hossam Hedaia |
| 18 juillet 2022 18h30 | ×2 ×4                  | Rapport MAR Rapport TUN | ×1 ×3       | Salle Hassan Moustafa (en), Ville du 6 Octobre Arbitrage : Alaa Emam, Hossam Hedaia |

- Maroc
  - Gardiens de buts : Yassine Idrissi 1 arrêts/2 tirs (50 %), Ali Laâroussi 0/1 (0 %), Jamal Ouaali 8/30 (27 %).
  - Joueurs : Mohamed Bentaleb 6/10 , Mehdi Ighirri -, Mohamed Zaroili -, Hicham Hakimi 3/6 , Lahcen Bellimam -, Redouane Braout 2/5, Nacym Fougani -, Mohamed Ezzine 6/13, Amine Harchaoui 1/1, Yassine Belhou 1/3 , Mehdi Ismaili Alaoui 7/9 , Saïd El Malki -, Nabil Slassi 2/2. Banc de touche
- Tunisie
  - Gardiens de buts : Yassine Bekayed 5 arrêts/15 tirs (33 %), Mehdi Harbaoui 11/23 (48 %), but vide 0/6.
  - Joueurs : Ghazi Belghali 2/2, Rayen Zariat 1/1, Bilel Abdelli -, Mohamed Ali Bhar 5/7, Youssef Maaref 1/2, Mohamed Ridha Frad 1/2 , Issam Rzig 5/9, Hazem Bacha 0/1, Ghassen Toumi 3/5  , Nourredine Maoua 0/3, Jihed Jaballah 1/3, Mohamed Darmoul 5/6, Oussama Jaziri 0/2 , Achraf Margheli -.

### Finale
| 18 juillet 2022 21h00 | Égypte          | 37 – 25 | Cap-Vert       | Salle Hassan Moustafa (en), Ville du 6 octobre Arbitrage : Gjorgji Nachevski, Slave Nikolov |
| 18 juillet 2022 21h00 | Omar El-Wakil 6 | (24-12) | Pina, Landim 5 | Salle Hassan Moustafa (en), Ville du 6 octobre Arbitrage : Gjorgji Nachevski, Slave Nikolov |
| 18 juillet 2022 21h00 | ×1 ×3 ×1        |         | ×2 ×3          | Salle Hassan Moustafa (en), Ville du 6 octobre Arbitrage : Gjorgji Nachevski, Slave Nikolov |

| Égypte                               |    |                  |            |                         |       |
|                                      |    |                  |            |                         |       |
| ARD                                  | 5  | Yahia Omar       | 0/1        |                         | 16:34 |
| P                                    | 24 | Ibrahim El-Masry | 1/1        | Averti · Carton rouge   | 23:58 |
| ALG                                  | 31 | Omar El-Wakil    | 6/7        |                         | 29:37 |
| ARG                                  | 39 | Yehia El-Deraa   | 1/1        |                         | 35:58 |
| ARG                                  | 42 | Hassan Kaddah    | 5/8        |                         | 27:20 |
| DC                                   | 45 | Seif El-Deraa    | 3/3        |                         | 35:45 |
| ALD                                  | 48 | Mohab Abdelhak   | 0/1        |                         | 35:49 |
|                                      | 53 | Akram Saad       | 5/5        |                         | 18:47 |
| ARD                                  | 66 | Ahmed El-Ahmar   | 3/5        | Suspension              | 18:57 |
| ALG                                  | 79 | Ahmed Nafea      | 2/3        |                         | 30:31 |
| P                                    | 80 | Ahmed Mesilhy    | 3/3        |                         | 8:44  |
| GB                                   | 88 | Karim Hendawy    | 6/18 (1/1) |                         | 30:02 |
| P                                    | 89 | Mohamed Mamdouh  | 5/6        | Suspension · Suspension | 14:28 |
| ARG                                  | 90 | Ali Zein         | 1/3        |                         | 33:49 |
| ALD                                  | 91 | Mohammad Sanad   | 1/1        |                         | 27:56 |
| GB                                   | 92 | Mohamed Aly      | 9/22 (0/1) |                         | 27:49 |
| Entraîneur : Roberto García Parrondo |    |                  |            |                         |       |

|       | Statistiques   |       |
| ----- | -------------- | ----- |
| 37/50 | Buts marqués   | 25/53 |
| 74 %  | % réussite     | 47 %  |
| 3/4   | Jets de 7m     | 2/2   |
| 6 min | Suspensions    | 6 min |
| 1     | Cartons jaunes | 2     |
| 1     | Cartons rouges | 0     |
| 15/40 | Arrêts         | 5/42  |
| 38 %  | % d'arrêts     | 11 %  |

| Cap-Vert                |    |                    |      |            |       |
|                         |    |                    |      |            |       |
| GB                      | 1  | Luís Almeida       | 1/7  |            | 14:56 |
| ARG                     | 3  | Délcio Pina        | 5/8  |            | 29:58 |
| P                       | 4  | Ivo Santos         | 2/2  | Suspension | 20:51 |
| ARG                     | 5  | Edmilson Araújo    | 2/7  |            | 35:58 |
| ARG                     | 6  | Leandro Semedo     | 3/6  | Averti     | 21:09 |
| ALD                     | 7  | Flávio Fortes      | 1/2  | Suspension | 39:25 |
|                         | 8  | Nélson Pina        | 0/1  |            | 24:10 |
| ARD                     | 10 | Bruno Landim       | 5/11 |            | 45:37 |
|                         | 11 | Admilson Furtado   | /    |            | 15:47 |
| P                       | 13 | Paulo Moreno       | 4/5  | Suspension | 36:54 |
|                         | 14 | Paulo Andrade      | 0/0  |            | 15:17 |
|                         | 15 | Gilson Correia     | 1/2  |            | 37:00 |
| GB                      | 16 | Edmilson Gonçalves | 4/29 |            | 36:43 |
| P                       | 29 | Felisberto Landim  | 2/2  |            | 11:37 |
| DC                      | 30 | Elledy Semedo      | 0/1  |            | 4:04  |
| DC                      | 44 | Gualther Furtado   | 0/6  |            | 30:40 |
| Entraîneur : José Tomás |    |                    |      |            |       |

## Matchs de classement

### Matchs de la5eà8eplace
|  | Demi-finales de classement | Demi-finales de classement |                |    | Cinquième place | Cinquième place |
|  | Demi-finales de classement | Demi-finales de classement |                |    | Cinquième place | Cinquième place |
|  |                            |                            |                |    |                 |                 |
|  | 16 juillet 2022            | 16 juillet 2022            |                |    | 18 juillet 2022 | 18 juillet 2022 |
|  | 16 juillet 2022            | 16 juillet 2022            |                |    | 18 juillet 2022 | 18 juillet 2022 |
|  | Algérie                    | 40                         |                |    | 18 juillet 2022 | 18 juillet 2022 |
|  | Algérie                    | 40                         |                |    | 18 juillet 2022 | 18 juillet 2022 |
|  | RD Congo                   | 39                         |                |    | 18 juillet 2022 | 18 juillet 2022 |
|  | RD Congo                   | 39                         | Algérie        | 27 |                 |                 |
|  | 16 juillet 2022            |                            | Algérie        | 27 |                 |                 |
|  |                            | Guinée                     | 26             |    |                 |                 |
|  | Guinée                     | Guinée                     | 26             | 39 |                 |                 |
|  | Guinée                     |                            |                | 39 |                 |                 |
|  | Angola                     | 36                         |                |    |                 |                 |
|  | Angola                     | 36                         | Septième place |    |                 |                 |
|  |                            |                            |                |    |                 |                 |
|  | 17 juillet 2022            |                            |                |    |                 |                 |
|  |                            |                            |                |    |                 |                 |
|  | RD Congo                   | 30                         |                |    |                 |                 |
|  | RD Congo                   | 30                         |                |    |                 |                 |
|  | Angola                     | 28                         |                |    |                 |                 |
|  | Angola                     | 28                         |                |    |                 |                 |

#### Demi-finales de classement
| 16 juillet 2022 15h00 | Angola         | 36 – 39 (ap) | Guinée | Hall international, Ville du 6 Octobre |
| 16 juillet 2022 15h00 | (20-15, 32-32) |              |        | Hall international, Ville du 6 Octobre |
| 16 juillet 2022 15h00 | Prol. : 4-7    |              |        | Hall international, Ville du 6 Octobre |

| 16 juillet 2022 17h30 | Algérie                      | 40 – 39 (tab)  | RD Congo              | Hall international, Ville du 6 Octobre Arbitrage : Alaa Emam, Hossam Hedaia |
| 16 juillet 2022 17h30 | Messaoud Berkous 10          | (11-13, 26-26) | Aurélien Tchitombi 15 | Hall international, Ville du 6 Octobre Arbitrage : Alaa Emam, Hossam Hedaia |
| 16 juillet 2022 17h30 | Prol. : 5-5, 5-5 ; Tab : 4-3 |                |                       | Hall international, Ville du 6 Octobre Arbitrage : Alaa Emam, Hossam Hedaia |
| 16 juillet 2022 17h30 | ×1 ×3                        |                | ×3 ×5                 | Hall international, Ville du 6 Octobre Arbitrage : Alaa Emam, Hossam Hedaia |

#### Match pour la7eplace
| 17 juillet 2022 17h30 | RD Congo | 30 – 28 | Angola | Salle Hassan Moustafa (en), Ville du 6 Octobre |
| 17 juillet 2022 17h30 | (19-13)  |         |        | Salle Hassan Moustafa (en), Ville du 6 Octobre |

#### Match pour la5eplace
Le match pour la 5e place est qualificatif pour le championnat du monde 2023.
| 18 juillet 2022 16h00 | Algérie      | 27 – 26 | Guinée         | Salle Hassan Moustafa (en), Ville du 6 Octobre Arbitrage : Abdoulaye Faye, Diop Fadel |
| 18 juillet 2022 16h00 | Réda Arib 10 | (12-10) | Boubou Toure 6 | Salle Hassan Moustafa (en), Ville du 6 Octobre Arbitrage : Abdoulaye Faye, Diop Fadel |
| 18 juillet 2022 16h00 | ×2 ×1 ×0     |         | ×1 ×2 ×1       | Salle Hassan Moustafa (en), Ville du 6 Octobre Arbitrage : Abdoulaye Faye, Diop Fadel |

### Matchs de la9eà13eplace
Les équipes classées troisième ou quatrième sont réparties dans deux groupes : le Cameroun et le Gabon dans le groupe 1 et le Nigeria, le Sénégal et la Zambie dans le groupe 2. Le match entre le Sénégal et la Zambie, tous deux issus de la poule D, n'est pas rejoué (47 à 23 pour le Sénégal).
- dans le groupe 1 :
  - le 16 juillet à 10h00,  Gabon bat  Cameroun 33–29 (18–13) ;
  - le Gabon se qualifie pour le match pour la 9e place et le Cameroun pour le match pour la 11e place.
- dans le groupe 2 :
  - le 15 juillet à 15h00,  Nigeria bat  Zambie 35–17 (19–9) ;
  - le 16 juillet à 12h30,  Nigeria bat  Sénégal 31–22 (13–9) ;
  - le Nigeria se qualifie pour le match pour la 9e place, le Sénégal pour le match pour la 11e place et la Zambie termine 13e.

Les matchs de classement sont :
- match pour la 11e place, 17 juillet à 17h30,  Sénégal bat le  Cameroun 39-38 (ap) (20-18, 35-35) ;
- match pour la 9e place, 17 juillet à 20h00,  Gabon bat le  Nigeria 27-18 (16-12).

## Classement final
| Rang                        | Équipe   |
| --------------------------- | -------- |
| Médaille d'or, Afrique      | Égypte   |
| Médaille d'argent, Afrique  | Cap-Vert |
| Médaille de bronze, Afrique | Maroc    |
| 4                           | Tunisie  |
| 5                           | Algérie  |
| 6                           | Guinée   |
| 7                           | RD Congo |
| 8                           | Angola   |
| 9                           | Gabon    |
| 10                          | Nigeria  |
| 11                          | Sénégal  |
| 12                          | Cameroun |
| 13                          | Zambie   |

Les cinq premières équipes sont qualifiées pour le Championnat du monde 2023.

## Statistiques et récompenses

### Équipe-type
| \| · Laâroussi · El-Wakil · Jaballah · Hakimi · Zein · Semedo · Omar Meilleur joueur : Yahia Omar Meilleur buteur : Aurélien Tchitombi (33) \| |
| Équipe type du championnat d'Afrique 2022 |
| · Laâroussi · El-Wakil · Jaballah · Hakimi · Zein · Semedo · Omar Meilleur joueur : Yahia Omar Meilleur buteur : Aurélien Tchitombi (33)       |

L'équipe type du tournoi est composée des joueurs suivants,, :
- Meilleur joueur :  Yahia Omar
- Meilleur gardien de but :  Ali Laâroussi
- Meilleur ailier droit :  Hicham Hakimi
- Meilleur arrière droit :  Yahia Omar
- Meilleur demi-centre :  Leandro Semedo (en)
- Meilleur pivot :  Jihed Jaballah
- Meilleur arrière gauche :  Ali Zein
- Meilleur ailier gauche :  Omar El-Wakil Bakkar (en)

Aurélien Tchitombi, de la RD Congo, termine meilleur buteur avec 33 buts marqués, grâce notamment aux 15 buts marqués face aux Algériens en demi-finale de classement.

### Statistiques collectives
- Meilleure attaque :  inconnu (.. buts par match)
- Moins bonne attaque :  inconnu (.. buts par match)
- Meilleure défense :  inconnu (.. buts par match)
- Moins bonne défense :  inconnu (.. buts par match)
- Plus grand nombre de buts inscrits sur un match :  inconnu (.. buts contre Inconnu)
- Plus petit nombre de buts inscrits sur un match :  inconnu (.. buts contre Inconnu)
- Moyenne de buts par match : .. buts (soit .. buts par équipe)

## Effectif des équipes sur le podium

### Champion d'Afrique:Égypte
- Ahmed El-Ahmar
- Ahmed Mesilhy
- Ahmed Nafea
- Akram Saad
- Ali Zein
- Hamed Nasralla
- Hassan Kaddah
- Ibrahim El-Masry
- Karim Hendawy
- Mohab Abdelhak
- Mohamed Aly
- Mohamed El-Tayar
- Mohamed Mamdouh
- Mohammad Sanad
- Moshen Mahmoud
- Omar El-Wakil
- Shady Ramadan
- Seif El-Deraa
- Yahia Omar
- Yehia El-Deraa

Entraîneur :
- Roberto García Parrondo

### Vice-champion d'Afrique:Cap-Vert
- Admilson Furtado
- Bruno Landim
- Délcio Pina
- Edmilson Araújo
- Edmilson Gonçalves
- Elledy Semedo
- Felisberto Landim
- Flavio Fortes
- Gilson Correia
- Gualther Furtado
- Ivo Santos
- Leandro Semedo
- Louis Almeida
- Nélson Pina
- Paulo Andrade
- Paulo Moreno

Entraîneur :
- Ljubomir Obradović (en)

### Troisième place:Maroc
- Ali Laâroussi
- Amine Harchaoui
- Hicham Hakimi
- Jamal Ouaali
- Lahcen Bellimam
- Mehdi Ighirri
- Mehdi Ismaili Alaoui
- Mohamed Bentaleb
- Mohamed Ezzine
- Mohamed Zaher
- Mohamed Zaroili
- Nabil Slassi
- Nacym Fougani
- Redouane Braout
- Saïd El Malki
- Yassine Belhou
- Yassine Idrissi

Entraîneur :
- Noureddine Bouhaddioui